# Villa El Tato
Villa El Tato ist eine Ortschaft in Uruguay.

## Geographie
Sie befindet sich im südlichen Teil des Departamento Canelones in dessen Sektor 37. Villa El Tato liegt dabei zwischen Lomas de Carrasco im Süden und Barros Blancos im Norden. In südwestlicher Richtung liegen sowohl Villa Aeroparque als auch einige Kilometer weiter entfernt das Gelände des Aeropuerto Internacional de Carrasco.

## Einwohner
Die Einwohnerzahl von Villa El Tato beträgt 615 (Stand 2011).
| Jahr | Einwohner |
| ---- | --------- |
| 1963 | -         |
| 1975 | -         |
| 1985 | 198       |
| 1996 | 406       |
| 2004 | 508       |
| 2011 | 615       |

Quelle: Instituto Nacional de Estadística de Uruguay